# باشگاه ورزشی بریتانیا
باشگاه ورزشی بریتانیا یک باشگاه فوتبال آروبایی است که در حال حاضر در دسته اول آروبا بازی می‌کند. آنها در پیدرا پلات مستقر هستند.